# Трофимов, Евгений Васильевич
Евге́ний Васи́льевич Трофи́мов (27 июня 1944, Кузнецк, Пензенская область — 3 января 2025, Волгоград) — российский тренер по лёгкой атлетике в дисциплине прыжки с шестом. Заслуженный тренер России.

## Биография
Окончил Волгоградский государственный институт физической культуры в 1966 году. С 2006 года являлся старшим тренером сборной команды России по легкой атлетике (прыжок с шестом).
Личный тренер Елены Исинбаевой с 1997 по 2006 и с 2010 по 2013 годы. Спортсменка под его руководством выиграла Олимпийские игры в Афинах (2004), чемпионаты мира: в Будапеште (2004), Хельсинки (2005), в Москве в 2006 году и в 2013 году, а также завоевала бронзовые медали Олимпийских игр в Лондоне (2012) и чемпионата мира в Париже (2003).
Евгений Васильевич работал и с другими талантливыми спортсменами:
- Наталья Демиденко, 1993 г.р., занявшая третье место на первенстве Европы среди юниоров, победительница первенства страны в своём возрасте. Личный рекорд — 4,40 метра;
- Антон Ивакин, победитель первенства мира среди юниоров с результатом — 5,50 метра, бронзовый призёр взрослого чемпионата России;
- Виктор Козлитин, кандидат в олимпийскую сборную России, призёр чемпионата страны. Личный рекорд — 5,66 метра.

Его ученики свыше 20 раз становились победителями и призёрами чемпионатов СССР и России.
Умер 3 января 2025 года в Волгограде в возрасте 80 лет.

## Награды
- Почётный знак «За высокие спортивные достижения на XXVIII Олимпийских играх» (2004)
- орден Петра Великого I степени
- Медаль ордена «За заслуги перед Отечеством» II степени (2006)
- Медаль ордена «За заслуги перед Отечеством» I степени (2013)